# Matthias Steevens van Geuns
Matthias Steevens van Geuns (o Matthijs van Geuns; 2 de septiembre de 1735, Groninga - 8 de diciembre de 1817, Utrecht) fue un médico, botánico, y taxónomo neerlandés.

## Biografía
Hijo del comerciante de telas Jan Steven van Geuns (1694-1757) y de su esposa Diewertje Roos (1696-1737) provenían de la clase burguesa y pertenecían a la confesión menonita. Recibió una sólida educación básica en la escuela latina de su ciudad natal, donde pronto despertó interés en los debates científicos de su época. A través de la diligencia, y el amor, él amplió constantemente sus conocimientos. Así ganó altos premios, desde sus días escolares. Su padre originalmente deseaba que Matthias aprendiera su mismo oficio. Sin embargo, luchó con el consejo de amigos para permitir que su hijo estudiase. Después de que Van Geuns adoptó el discurso "de Praetoribus Romanis" de su educación escolar, en 1751 se mudó a la Universidad de Groninga.
Asistió a las conferencias del profesor Jakob Hendrik Croeser (1691-1753) y pronto se dio cuenta de que aún era muy temprano para estudiar medicina y que primero tenía que completar un estudio exhaustivo de las ciencias generales. Se trasladó, entonces, a la Facultad de filosofía, donde fue enseñado por Johann Daniel van Lennep (1724-1771) en griego y latín, por Leonard Offerhaus (1699-1779) en Historia y Geografía, por  Friedrich Adam Widder (1724-1784) en Retórica; por Dionysius van de Wijnpersse (1724-1808) en física, y por Paulus Chevallier (1722-1796) en teología natural. Además, también se familiarizó con el idioma inglés, francés y alemán. También tuvo algunos amigos entre los estudiantes, como Allard Hulshoff (1734-1795), Peter Abresch (1736-1812), Ahasverus van den Berg (1733-1807) y Daniel Hovens (1735-1795).
A partir de 1754, comenzó un estudio intensivo de las ciencias médicas. Recibió farmacología de Tiberius Lambergen (1717-1763) y los otros temas de ciencias médicas de Leidsman y Raadgever. Bajo Gualtherus van Doeveren (1730-1783) defendió su primera publicación el 14 de junio de 1758, con "Disquisitio physiologica, de eo, quod vitam constituit in corpore animali" (Groninga, 1758) En 1758, continuó sus estudios durante un año en la Universidad de Leiden. En Leiden, Frederik Bernard Albinus (1715-1778) le dio anatomía y cirugía, Jerome David Gaub (1705-1780) en química y patología, Frederik Winter (1712-1760) en prácticas de medicina y David van Royen (1727-1799) en botánica.
También asistió a las conferencias sobre ciencias naturales de Johannes le Francq van Berkhey (1729-1812). Durante ese tiempo tuvo con Paulus de Wind (1714-1771), Martinus Houttuin (1720-1798), Simon Stinstra y el poeta Jan de Kruijff (1706-1775) relaciones amicales, con quienes más tarde tendría correspondencia. Después de completar sus exámenes médicos en 1759, viajó a la Universidad de París a través de Amberes y Bruselas para continuar sus estudios. John le Francq van Berkhey le había recomendado la rica colección de historia natural de Jacques-Christophe Valmont de Bomare (1731-1807) y le aconsejó que asistiera a sus conferencias sobre historia natural. También asistió a las conferencias en física experimental por Jean Antoine Nollet y los cursos de química de Guillaume François Rouelle (1703-1770) y de Pierre-Joseph Macquer.
Además, puso especial énfasis en estudiar con profesores y profesionales de la medicina y la obstetricia. En sus cursos, incrementó su conocimiento de la experiencia. Así, fue interno del Hôtel-Dieu de Paris; con el cirujano Antoine Louis fue residente en el Hôpital de la Charité, con André Levret (1703-1780 ) practicó obstetricia en el Hôtel des Invalides; y, con Raphaël Bienvenu Sabatier (1732-1811) y Jean François Clément Morand (1726-1784) con la práctica médica francesa. En 1760 regresó a los Países Bajos y fue a Ámsterdam para completar su entrenamiento con Petrus Camper (1722-1789). Después de regresar a Groninga, recibió su doctorado el 14 de junio de 1761 con la defensa de su disertación "Pathologica, de morte corporea et causis moriendi" promoviendo a doctor en medicina.

Después de trabajar en Harderwijk durante quince años, fue a la Universidad de Utrecht en 1791 como sucesor de Johannes Oosterdijk Schacht (1704-1792) como profesor de medicina práctica y teórica, en junio del mismo año, con el discurso "De providentia politica, uno maximo adversae civium valetudinis praesidio" (Utrecht 1792). Fue elegido rector en 1795/96 y también se hizo cargo en 1795 del profesorado de botánica y, por lo tanto, también fue director del jardín botánico. Bajo Louis Bonaparte se desempeñó como asesor médico y después de la restauración de los Países Bajos, se convirtió en miembro del Instituto de la Real Academia de Artes y Ciencias de los Países Bajos fundado en 1808 ( Koninklijk Instituut van Wetenschappen, Letterkunde en Schoone Kunsten). Su hija Deborah lo cuidó en la última fase de su vida. Fue miembro de varias sociedades académicas de esa época, caballero de la Orden del León Neerlandés y murió de un derrame cerebral.

## Obra
Aunque al médico alemán Johann Peter Frank, se refiere la bibliografía, a menudo, como el "Padre de la higiene pública", van Geuns tendría más derecho a ese título desde el punto de vista holandés. Después de todo, sus actividades fueron variadas para elevar el nivel de atención sanitaria en ese momento. Fue sobre todo, dando normas al Estado para el control sanitario, y las medidas preventivas estatales sobre: suministro de agua potable, saneamiento, pureza del aire y calidad de los alimentos; y más preocupaciones. En cuatro discursos a médicos y miembros del gobierno, entre otras cosas, exigió que los panaderos no mezclasen sustancias dañinas con la harina y que la leche ya no proviniera de vacas enfermas.
En ese momento, muchos charlatanes y mercachifles participaban en la atención médica y sanitaria. Esas eran una espina en su costado. Por lo tanto, intentó con el gobierno llegar a una regla que solo los médicos autorizados pudiesen cuidar de la salud. También sugirió un tipo de seguro de salud, en el que uno pagaba con una cantidad no difícil, que luego estaba disponible en caso de enfermedad. En ese contexto, no es de extrañar que él hiciera pedidos regularmente para la salud pública. Insistió en una buena educación para los obstetras, cirujanos y farmacéuticos, siempre enfatizando la responsabilidad del Estado para garantizarla. Como incentivo para la buena capacitación de las parteras, introdujo relaciones de empleo para ellos.
Van Geuns fue un defensor de la variolización; y, en su vida profesional, vacunó a cientos de pacientes contra la enfermedad. Especialmente con el método de vacunación contra la viruela de Edward Jenner, atestiguando grandes éxitos y decía que ese método algún día erradicaría la viruela. Así, también transmitió sus ideas a sus alumnos. Así, las tesis de 36 doctorandos, en Harderwijk, reflejanan sus intereses diversos y su amplio conocimiento. Van Geuns se mantuvo al día con las nuevas publicaciones y tenía una extensa biblioteca, que complementaba constantemente.
A pesar de su severidad, fue honesto con los demás y sabía cómo tratar con personas de todos los ámbitos de la vida. Evitó el uso prematuro de medicamentos y prestó atención al poder salvífico de la naturaleza humana. La infusión de corteza de sauce (ácido salicílico), reposo frecuente y una buena dieta fueron para él más favorables que las drogas drásticas. Baños de vapor con aceto balsámico recomendado para la tos y el resfriado. Seguía la tradición del médico holandés Hermann Boerhaave, cuya marca registrada era devolver a la medicina su simplicidad y observación originales. Sin más preámbulos, sin embargo, uno tiene que enfatizar sus esfuerzos para desarrollar el servicio de salud holandés. Por lo tanto, no solo es considerado el fundador de la medicina moderna en los Países Bajos, sino que con sus ideas daba muchas sugerencias para otros países europeos. Por lo tanto, se le considera uno de los antepasados de la profesión médica en Europa. Además de numerosos artículos especializados en las revistas holandesas de su época, también aparecieron obras independientes.

## Familia
De su matrimonio con Sara (1739-1809), hija de Jan van Delden y de Sophia Booser, quienes se casaron en Groninga el 6 de noviembre de 1763, tuvieron cuatro hijos y tres hijas:
- Jan van Geuns (teólogo) (14 de septiembre de 1764, en Groninga - † 25 de enero de 1834 en Nijmegen).

- Debora Jozina (27 de octubre de 1765 - † 29 de septiembre de 1854 en Utrecht) permaneció soltera.

- Stephan Jan van Geuns (18 de octubre de 1767 Groninga - † 16 de mayo de 1795 in Utrecht) como su padre, fue médico; y, en 1791 profesor en Utrecht. Murió de tifus.

- Jakob van Geuns (10 de enero de 1769, Groninga-1832) al principio un niño problemático, se educó para el oficio, también quiso hacerse médico; y, se convirtió en director de un banco en Ámsterdam.

- Sophia (14 de diciembre de 1770–1807)

- Isaac Matthias van Geuns (11 de septiembre de 1772–1804) estudió derecho y consiguió un trabajo en el gobierno.

- Josina Gepke van Geuns (26 de mayo de 1776, Groninga - † 11 de mayo de 1852, Utrecht) se casó el 16 de agosto de 1809 en Utrecht con el médico IJsbrand de Kock (21 de octubre de 1781, Utrecht - † 31 de octubre de 1868, ibíd.)

## Algunas publicaciones
- Redevoering van W. van Doeveren, over de gunstige gesteldheid van Groningen voor de gezondheid, af te leiden uit de Natuurlijke Historie der stad, met eene verhandelende voorrede van M. van Geuns. Groninga 1771.

- Verhandeling over het Weeder, met betrekking tot den Landbouw, uit het Italiaansch van J. Toaldo, in het Nederduitsch over gezet en met eene Voorrede van M. van Geuns voorzien. Ámsterdam 1778.

- De heerschende Persloop, die in de laatste jaren, vooral in 1783, de Provincie Gelderland fel getroffen heeft, nagespoord, inzonderheid op het quartier van den Veulwe, en ten gemeenen nutte verhandeld. Harderwijk 1786. In deutsch Düsseldorf 1790 (Online)

- Oratio de humanitate, virtute medici praestantissima. Harderwijk 1790.

- Orationes duae de civium valetudine Respublicae rectoribus inprimis commendanda. Harderwijk 1791.

- De staatkundige handhaving van der ingezetenen gezondheid en leven, aangeprezen door M. van Geuns. Uit het Latijn vertaald door H.A. Bake, met ophelderende bijvoegselen van den schrijver. Ámsterdam 1801.

- Opgave van eenige inlandsche voortbrengselen des velds, welke zouden kunnen dienen ter vervullinge van behoefte aan voedsel, vooral voor minvermogenden. Utrecht 1796.

- Plantarum Indigenarum, in usum, sive medicum, sive oeconomicum, selectarum Index systematicus; cui accedit pro indoctioribus institutio aliqua botanica. Utrecht 1816.

## Literatura
- August Hirsch: Biographisches Lexikon der hervorragenden Aerzte aller Zeiten und Völker, v. 2, ed. Urban & Schwarzenberg, Wien/ Leipzig 1885, p. 562.

- Ersch-Gruber: Allgemeine Encyclopädie der Wissenschaften und Künste. 1ª Secc. parte 65, ed. Friedrich August Brockhaus, Leipzig 1857, p. 236. (online)

- Meindert Evers: Begegnungen mit der deutschen Kultur. Niederländisch-deutsche Beziehungen zwischen 1780 und 1920. Ed. Königshausen & Neumann, Würzburg 2006, ISBN 3-8260-3260-8, p. 59 ff. (Leseprobe)

- W. Christiaens, M. Evers: Patriotse illusies in Amsterdam en Harderwijk. Uitgeverij Verloren, Hilversum 2002, ISBN 90-6550-687-X, p. 6 ff. (Leseprobe) (neerlandés)

- M. Evers: Matthias van Geuns. In: Biographisch Woordenboek Gelderland, v. 2, Verloren, Hilversum 2000, ISBN 90-8704-070-9, p. 33–35, (neerlandés)

- Simon Thomas: Geuns, Matthias van. In:  Petrus Johannes Blok, Philipp Christiaan Molhuysen: Nieuw Nederlands Biografisch Woordenboek. (NNBW). v. 1, Instituut voor Nederlandse Geschiedenis (ING), A. W. Sijthoff, Leiden 1911, p. 931–932. (neerlandés)

- Abraham Jacob van der Aa: Biographisch woordenboek der Nederlanden, bevattende levensbeschrijvingen van zoodanige personen, die zich op eenigerlei wijze in ons vaderland hebben vermaard gemaakt. v. 7, ed. J. J. Van Brederode, Haarlem 1862, p. 148–153. (online) (neerlandés)

- Philipp Wilhelm van Heude: Annales Academiae Rheno Traiectinae. Universitätsverlag, Utrecht 1819, p. 54 ff. (online)

- Lebensbericht und Charakterbild von Matthias van Geuns. In: Algemeene Konst- en Letter-Bode, voor Het Jaar 1819, v. 1, ed. de Wed, A. Loosjes, Haarlem 1819, p. 339. (online) (neerlandés)

- Gerrit Nieuwenhuis. Algemeen woordenboek van kunsten en wetenschappen. ed. H. C. A. Thieme, Zutphen 1822, p. 203, (online) (neerlandés)

- Anthony Winkler Prins. Geïllustreerde encyclopaedie. Woordenboek voor Wetenschap en Kunst, beschaving en Nijverheid. v. 7, Uitgevers-Maatschappij „Elsevier“, Róterdam 1885, p. 265–266. (neerlandés)